# 2,3,4,5-四氢-1,5-甲桥-1H-3-苯并氮杂䓬
2,3,4,5-四氢-1,5-甲桥-1H-3-苯并氮杂䓬是一种最初被研究作为潜在阿片类镇痛药的药物，但在测定中被发现没有活性，并且对小鼠具有相对毒性。随后，在工作过程中发现它具有作为烟碱型乙酰胆碱受体激动剂的活性，最终导致了抗吸烟药物伐尼克兰的发现。
最近，这种化合物据称已作为设计师药物以A3A的名称出售，但由于传闻中以该名称出售的产品的效果似乎与真正的2,3,4,5-四氢-1,5-甲桥-1H-3-苯并氮杂䓬的已知药理学没有任何相似之处，这表明实际的化合物似乎未曾售出过。